# Portulak
Portulak (tušak, tušanj; lat. Portulaca), jedini je biljni rod porodice tušnjovki (Portulacaceae) s preko 140 vrsta jednogodišnjeg raslinja i trajnica iz tropskih krajeva Azije, Amerike i Afrike. Ime roda dolazi od latinskog portula (=mala vrata) zbog otvora na plodu.
Zbog jestivosti čovjeku najvažnija vrsta je Portulaca oleracea, poznata kao tušt, dok neke druge vrste služe kao hrana larvama nekih leptira. Druga vrsta, poznata kao prkos (Portulaca grandiflora), porijeklom iz Latinske Amerike uzgaja se kao ukrasna biljka. U Hrvatskoj rastu obje ove navedene vrste

## Vrste
1. Portulaca africana
2. Portulaca amilis Speg.
3. Portulaca anceps A.Rich.
4. Portulaca argentinensis Speg.
5. Portulaca aurantiaca Proctor
6. Portulaca australis Endl.
7. Portulaca badamica S.R.Yadav & Dalavi
8. Portulaca bicolor F.Muell.
9. Portulaca biloba Urb.
10. Portulaca brevifolia Urb.
11. Portulaca bulbifera M.G.Gilbert
12. Portulaca californica D.Legrand
13. Portulaca canariensis Danin & Reyes-Bet.
14. Portulaca cardenasiana D.Legrand
15. Portulaca caulerpoides Britton & P.Wilson
16. Portulaca centrali-africana R.E.Fr.
17. Portulaca chacoana D.Legrand
18. Portulaca ciferrii Chiov.
19. Portulaca clavigera R.Geesink
20. Portulaca colombiana D.Legrand
21. Portulaca commutata M.G.Gilbert
22. Portulaca confertifolia Hauman
23. Portulaca conoidea S.M.Phillips
24. Portulaca constricta M.G.Gilbert
25. Portulaca conzattii P.Wilson
26. Portulaca coralloides S.M.Phillips
27. Portulaca cryptopetala Speg.
28. Portulaca cubensis Britton & P.Wilson
29. Portulaca cyanosperma Egler
30. Portulaca cyclophylla F.Muell.
31. Portulaca cypria Danin
32. Portulaca daninii Galasso, Banfi & Soldano
33. Portulaca decipiens Poelln.
34. Portulaca decorticans M.G.Gilbert
35. Portulaca dhofarica M.G.Gilbert
36. Portulaca diegoi Mattos
37. Portulaca digyna F.Muell.
38. Portulaca dodomaensis M.G.Gilbert
39. Portulaca echinosperma Hauman
40. Portulaca edulis Danin & Bagella
41. Portulaca elatior Mart. ex Rohrb.
42. Portulaca elongata Rusby
43. Portulaca eruca Hauman
44. Portulaca erythraeae Schweinf.
45. Portulaca fascicularis Peter
46. Portulaca filsonii J.H.Willis
47. Portulaca fischeri Pax
48. Portulaca fluvialis D.Legrand
49. Portulaca foliosa Ker Gawl.
50. Portulaca fragilis Poelln.
51. Portulaca frieseana Poelln.
52. Portulaca fulgens Griseb.
53. Portulaca gilliesii Hook.
54. Portulaca giuliettiae T.Vieira & A.A.Coelho
55. Portulaca goiasensis T.Vieira & A.A.Coelho
56. Portulaca gracilis Poelln.
57. Portulaca grandiflora Hook.
58. Portulaca grandis Peter
59. Portulaca granulatostellulata (Poelln.) Ricceri & Arrigoni
60. Portulaca greenwayi M.G.Gilbert
61. Portulaca guanajuatensis Ocampo
62. Portulaca halimoides L.
63. Portulaca hatschbachii D.Legrand
64. Portulaca hereroensis Schinz
65. Portulaca heterophylla Peter
66. Portulaca hirsutissima Cambess.
67. Portulaca hoehnei D.Legrand
68. Portulaca howellii (D.Legrand) Eliasson
69. Portulaca humilis Peter
70. Portulaca impolita (Danin & H.G.Baker) Danin
71. Portulaca insignis Steyerm.
72. Portulaca johnstonii Henrickson
73. Portulaca juliomartinezii Ocampo
74. Portulaca kermesina N.E.Br.
75. Portulaca kuriensis M.G.Gilbert
76. Portulaca lakshminarasimhaniana S.R.Yadav & Dalavi
77. Portulaca lutea Sol. ex G.Forst.
78. Portulaca macbridei D.Legrand
79. Portulaca macrantha Ricceri & Arrigoni
80. Portulaca macrorhiza R.Geesink
81. Portulaca macrosperma D.Legrand
82. Portulaca masonii D.Legrand
83. Portulaca massaica S.M.Phillips
84. Portulaca matthewsii Ocampo
85. Portulaca mauritiensis Poelln.
86. Portulaca mexicana P.Wilson
87. Portulaca meyeri D.Legrand
88. Portulaca minensis D.Legrand
89. Portulaca minuta Correll
90. Portulaca molokiniensis Hobdy
91. Portulaca monanthoides Lodé
92. Portulaca mucronata Link
93. Portulaca mucronulata D.Legrand
94. Portulaca nicaraguensis (Danin & H.G.Baker) Danin
95. Portulaca nitida (Danin & H.G.Baker) Ricceri & Arrigoni
96. Portulaca nivea Poelln.
97. Portulaca nogalensis Chiov.
98. Portulaca oblonga Peter
99. Portulaca obtusa Poelln.
100. Portulaca obtusifolia D.Legrand
101. Portulaca okinawensis E.Walker & Tawada
102. Portulaca oleracea L.
103. Portulaca oligosperma F.Muell.
104. Portulaca olosirwa S.M.Phillips
105. Portulaca papillatostellulata (Danin & H.G.Baker) Danin
106. Portulaca papulifera D.Legrand
107. Portulaca papulosa Schltdl.
108. Portulaca paucistaminata Poelln.
109. Portulaca perennis R.E.Fr.
110. Portulaca peteri Poelln.
111. Portulaca philippii I.M.Johnst.
112. Portulaca pilosa L.
113. Portulaca psammotropha Hance
114. Portulaca pusilla Kunth
115. Portulaca pygmaea Steyerm.
116. Portulaca quadrifida L.
117. Portulaca ragonesei D.Legrand
118. Portulaca ramosa Peter
119. Portulaca rausii Danin
120. Portulaca rhodesiana R.A.Dyer & E.A.Bruce
121. Portulaca rotundifolia R.E.Fr.
122. Portulaca rubricaulis Kunth
123. Portulaca rzedowskiana Ocampo
124. Portulaca samhaensis A.G.Mill.
125. Portulaca samoensis Poelln.
126. Portulaca sanctae-martae Poelln.
127. Portulaca sardoa Danin, Bagella & Marrosu
128. Portulaca saxifragoides Welw. ex Oliv.
129. Portulaca sclerocarpa A.Gray
130. Portulaca sedifolia N.E.Br.
131. Portulaca sedoides Welw. ex Oliv.
132. Portulaca sicula Danin, Domina & Raimondo
133. Portulaca smallii P.Wilson
134. Portulaca socotrana Domina & Raimondo
135. Portulaca somalica N.E.Br.
136. Portulaca stellulatotuberculata Poelln.
137. Portulaca stuhlmannii Poelln.
138. Portulaca suffrutescens Engelm.
139. Portulaca suffruticosa Wall. ex Wight & Arn.
140. Portulaca thellusonii Lindl.
141. Portulaca tingoensis J.F.Macbr.
142. Portulaca trianthemoides Bremek.
143. Portulaca trituberculata Danin, Domina & Raimondo
144. Portulaca tuberculata León
145. Portulaca tuberosa Roxb.
146. Portulaca umbraticola Kunth
147. Portulaca werdermannii Poelln.
148. Portulaca wightiana Wall. ex Wight & Arn.
149. Portulaca yecorensis Henrickson & T.Van Devender
150. Portulaca zaffranii Danin